# Leben mit der Energiewende
Leben mit der Energiewende ist ein deutscher viraler Werbefilm aus dem Jahr 2012 von Frank Farenski und hat den Umstieg auf Erneuerbare Energien zum Thema. Der Open-Source-Film wurde durch Zahlungen der dargestellten Unternehmen finanziert.

## Inhalt
Der Film führt zu verschiedenen Unternehmern und Politikern, die im Kontext der Energiewende arbeiten. Analog zur Versionskodierung freier Computerprogramme wurden aktualisierte Versionen des Films auf YouTube veröffentlicht. Leben mit der Energiewende 1.6 war die letzte Version vor Erscheinen einer Neuauflage.

## Begleitende Kampagne und Finanzierung
Der Film wurde nicht im regulären Kinoprogramm vorgeführt, sondern in Einzelvorstellungen, welche vom Regisseur begleitet wurden. Nach Angaben von Farenski waren es 104 Vorführungen in 86 Städten bis Ende 2013. Ein symbolisches Eintrittsgeld war zu entrichten, es entsprach der gerundeten Erhöhung der EEG-Umlage zu Jahresanfang (2014 also einem Eurocent). Im Anschluss der Vorführung wurde zu Diskussionsrunden eingeladen. Oft wurden diese Veranstaltungen von Umweltschutzorganisationen organisiert, wie zum Beispiel vom BUND Landesverband RP oder AntiAtomBonn.
Die Zahlungen der dargestellten Unternehmen und Unternehmer finanzierten die Dreharbeiten. Beispielsweise konnten sich die Unterstützer Filmbausteine kaufen und wurden dafür ausführlich dargestellt, erhielten DVDs des Films und das Rohmaterial in HD-Qualität zur eigenen Nutzung. Der Preis hierfür lag bei 2.500 Euro, für weitere 5.000 Euro wurde zusätzlich ein Werbefilm für das Unternehmen angeboten.
Sehr eng war die Zusammenarbeit mit Care-Energy: „… wurde eine intensive Zusammenarbeit zwischen Frank Farenski und Martin Richard Kristek beschlossen. Care-Energy unterstützt den Film und die Filmvorführungen.“ Für den umstrittenen Stromanbieter erstellte Farenski weiterhin mehrere Werbefilme, moderierte eine Pressekonferenz und erstellt mit dem War-Room eine Dauerwerbesendung für Care-Energy mit dem Pfad „CareEnergyTV“. In unregelmäßigen Abständen kommen der EEG-Gegner Martin Kristek und seine Mitarbeiter zu Wort.

## Veröffentlichung
- Kino: Kinostart in Deutschland war am 21. November 2012.
- DVD: Der Film wurde zeitgleich auf DVD veröffentlicht und war 2013 Beilage im Sonderheft „Energiewende“ von Technology Review.[17]
- TV: Im ZDF wurde eine Version des Films gezeigt, die zwar teilweise identische Inhalte, jedoch eigenes Filmmaterial enthielt.[18]
- Internet: Der Film wurde unter der CC0 1.0-Lizenz veröffentlicht und kann kostenlos heruntergeladen werden.

## Kritiken
- Bereits vor dem Filmstart wurde über den Film von der taz berichtet.[1]
- Im Spiegel wurde negativ über die Ausstrahlung eines vermeintlichen Derivates bei ZDFinfo berichtet.[19] Senderchef Robert Bachem habe daraufhin Frank Farenski laut dessen eigener Aussage klargemacht, dass erneuerbare Energie für ihn künftig ein Tabuthema sei.[20]

„Der Spartensender ZDF info gerät in Erklärungsnot wegen seiner im Mai ausgestrahlten Dokumentation ‚Leben mit der Energiewende‘. Filmemacher Frank Farenski hat sich eine gleichnamige Kinoversion von beteiligten Unternehmen aus der Solarbranche sponsern lassen.“

## Fortsetzungen
Am 28. Januar 2014 fand die Premiere einer Neuauflage des Films in Stuttgart statt. „Leben mit der Energiewende 2“ wird offiziell von Care-Energy präsentiert.
Weitere Fortsetzungen folgten.